# Comuna de Domaniów
Domaniów (polaco: Gmina Domaniów) é uma gminy (comuna) na Polónia, na voivodia de Baixa Silésia e no condado de Oławski.
De acordo com os censos de 2004, a comuna tem 5290 habitantes, com uma densidade 56,1 hab/km².

## Área
Estende-se por uma área de 94,31 km², incluindo:
- área agricola: 91%
- área florestal: 0%

## Demografia
Dados de 30 de Junho 2004:
|                      | Total   | Total | Mulheres | Mulheres | Homens  | Homens |
| -------------------- | ------- | ----- | -------- | -------- | ------- | ------ |
|                      | pessoas | %     | pessoas  | %        | pessoas | %      |
| População            | 5290    | 100   | 2661     | 50,3     | 2629    | 49,7   |
| Densidade (pop./km²) | 56,1    | 100   | 28,2     | 28,2     | 27,9    | 27,9   |

De acordo com dados de 2002, o rendimento médio per capita ascendia a 1276,55 zł.

## Subdivisões
- Brzezimierz, Chwastnica, Danielowice, Domaniów, Gęsice, Goszczyna, Grodziszowice, Janków, Kończyce, Kuchary, Kurzątkowice, Pełczyce, Piskorzów, Piskorzówek, Polwica, Radłowice, Radoszkowice, Skrzypnik, Swojków, Wierzbno, Wyszkowice.

## Comunas vizinhas
- Borów, Oława, Strzelin, Święta Katarzyna, Wiązów, Żórawina